# Szerbia címere

Szerbia címere

Szerbia címere Szerbia Köztársaság egyik fő szimbóluma. 2004. augusztus 17-én vezették be, ezzel helyettesítve a szocialista címert, amely 1945-től volt használatban.

## Leírása
A címert kis- és nagycímerre osztjuk. A nagycímer pajzsán egy ezüstszínű, kétfejű sas tárja ki szárnyait és mindkét fejével kifelé néz. A fejek kilenc-kilenc tollal vannak körülvéve. A pajzs vörös színű. A sas nyakain a tollak négy-négy sorban vannak elhelyezve és mindegyik sorban hét toll sorakozik. A szárnyakon szintén négy-négy sorban vannak elhelyezve a tollak (hét, kilenc, hét, hét toll a sorokban). A sas kitárt szárnyai a fejjel és a farokkal együtt keresztet formáznak. A sas aranykarmai ki vannak tárva és alattuk egy-egy aranyszínű liliomvirág található. A lábain levő ezüsttollakból hét-hét van. A farka a pajzsra merőlegesen húzódik, a rajta levő kihegyezett tollak három sorban vannak elosztva (hét-hét toll soronként).
A sas mellén található a vörös színű kiscímer. Egy fehér görög kereszt osztja négy mezőre. Mindegyik mezőben egy-egy fehér tűzcsiholó szerszám (ognjilo) – más értelmezések szerint szerb cirill SZ betű (C) – található, amely kifelé fordul.
A két sasfej fölött – a pajzson kívül – egy aranykorona van elhelyezve. Aranyszíne van és negyven fehér gyönggyel, nyolc kék zafír és két vörös rubin díszíti. A korona tetején egy görög kereszt található.
Mindezt pedig egy hermelinbőrből készült királyi palást veszi körül, amely belül ezüst/fehér, kívül pedig vörös színű. A palást tetejét szintén korona díszíti.

## Szimbolikája

A szerb kiscímer

A heraldista Dragomir Acović a következőképpen magyarázta a nagycímert:
A korona nem a monarchia, hanem a szuverenitás jele, mert a korona felett maga Isten létezik. A kétfejű sas az első uralkodóház, a Nemanjić-dinasztia címere volt. Ezt a jelképet számos középkori keresztény birodalom használta. A porfira szintén a szuverenitást hagyományos jele, míg a hermelin a középkori hagyományos jelképet hordja magában, melyben a hermelin, mint az állat, amelyik vigyáz a tisztaságára, és a nem-korrumpált hatalom szimbóluma lett, mely csak így ilyen formában válhatott jogos hatalommá. A szerb címerben a hermelin palást funkciója, hogy hangsúlyozza a hatalom tisztaságát és bemocskolatlanságát. A kétfelű sas, a bizánci hagyomány része, szimbóluma a harmóniának/szimfonizmusnak a szellemi és a világi, a földi és az égi között ill. az egyik oldalon álló hit és az egyház, és a másik oldalon álló állam, mint a szent dimenzió a között.
A kiscímerben található alakzat egyes változatok szerint négy darab cirill SZ betű, ami a nemzeti mottót jelenti: Само слога Србина спасава / Samo sloga Srbina spasava (Csak az egység menti meg a szerbet.) Más változat szerint pedig a Свети Сава – српска слава / Sveti Sava – srpska slava (nagyjából: Szent Száva – szerb dicsőség/ünnep).
Ismét más változatok szerint nem betűk, hanem tűzcsiholó szerszámok, amelyek a házi tűzhelyet és ezáltal a családot, az összetartást, az összetartozást és az egyetértést jelképezik.

## Történelme

### A török hódoltság előtt
Az első szerb uralkodóház tagjai, a Nemanjićok használták az ezüstszínű kétfejű sast. Ezt később a Lazarevićek és a Brankovićok is átvették. Az aranypénzre és a pecsétekre is rákerült. Ennél többet azonban nem tudunk róla.

#### A Szerb Fejedelemség címere

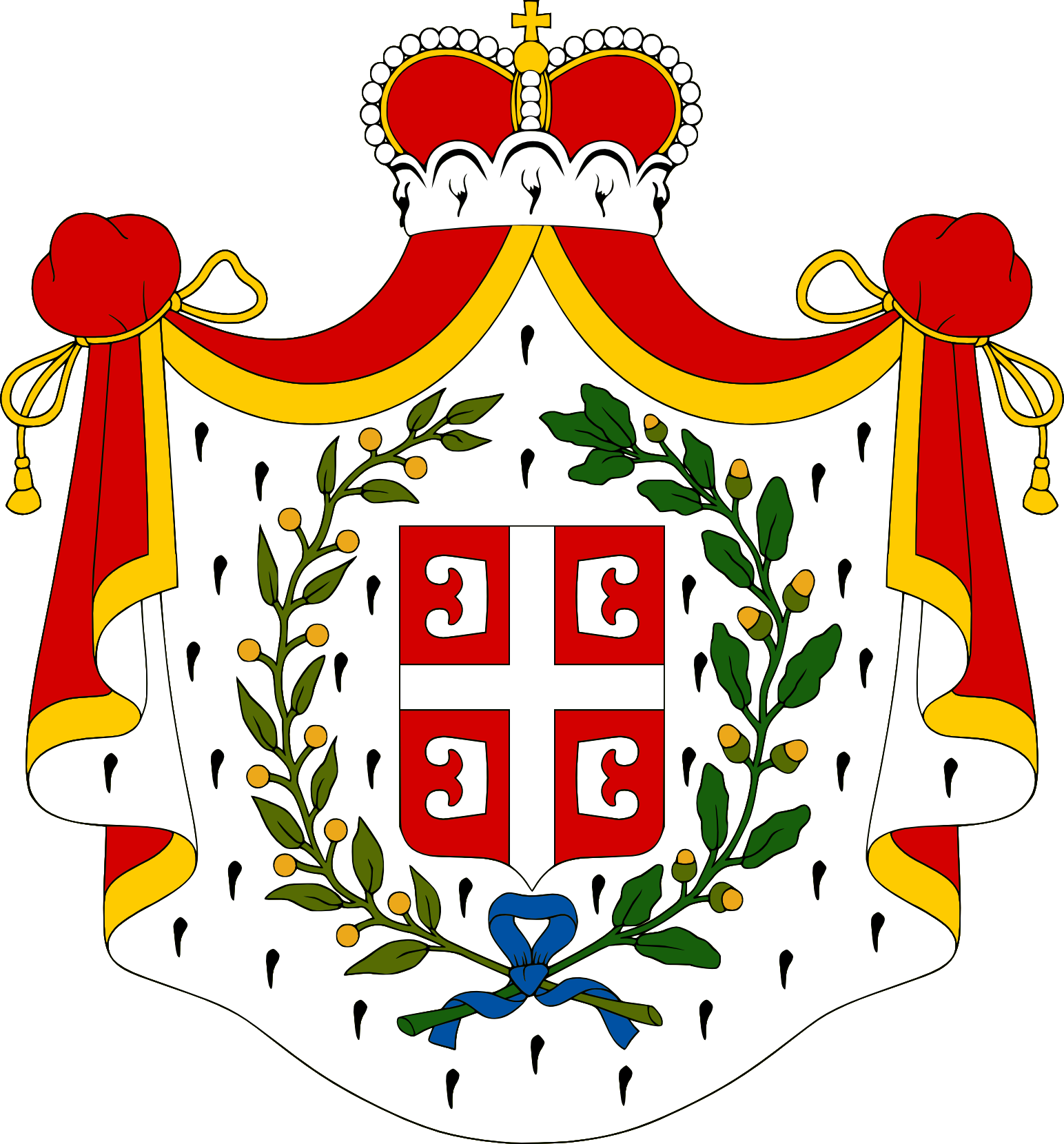
A Szerb Fejedelemség címere

Szerbia feltámadásakor használták a kiscímer ősformáját, amelyben egy olaj- és egy tölgyfaág keresztezte egymást és a négy tűzcsiholó szerszám (vagy cirill SZ betű) befelé néz. Azonban nem volt rajta sem sas, sem korona. Miloš fejedelem idején vált az ország címerévé. Az általa bevezetett címer már a mai kiscímerrel azonos, azzal a különbséggel, hogy zöld koszorú vette körül (jobbról tölgyből, balról olajfaágakból áll a koszorú).

### A Szerb Királyság címere
A Szerb Királyság kikiáltásával (1882) a címer is megváltozott. Stojan Novaković, szerb történelemtudós, bölcsész és kultuszminiszter elképzelése alapján keletkezett az új címer. Úgy gondolta, hogy az újjászületett Szerbia címere a középkori Szerbia címerén kell, hogy alapozódjon, ezzel szimbolizálva a kapcsolatot a régi és az új királyság között. Így született meg az új Szerb Királyság és egyben mai Szerbia címere.

### A szocialista címer

A szocialista címer

1945-ben, Jugoszlávia felszabadításakor mind a hat tagállam új címert kapott, a többi szocialista ország mintájára. Az új címer tetejét az ötágú vörös csillag díszítette, jelképezve a kommunizmust. Két oldalát aranykalász fogta közre koszorúként, amit vörös szalag díszített – a földművesek jelképe. Az alján a nap – az új hajnal – és annak közepén egy fogaskerék, a munkásság jelképe. Közepén a szerb kiscímer, melyből azonban el lett távolítva a görög kereszt. A háttérben váltakozik a kék szín és az aranysugár. Legalul pedig két évszám: 1804 (Az első szerb felkelés kezdetének éve) és 1941 (a fasizmus elleni küzdelem kezdetének éve). Đorđe Andrejević Kun adta az ötletet az új címerhez.

## A régi/új címer javaslata
A szerb Radna grupa za državan znamenja (magyarul nagyjából: Az országos jelekért tevékeny csoport) tagjai kérvényezték, hogy Szerbia, mint ősi európai ország visszakapja a régi, ismert szimbólumait, mint minden régi európai ország. Így javasolták az királyi címer és a Bože pravde című szerb nemzeti himnusz visszaállítását.
Ennek a címernek a bevezetése a szerb királyi címer visszaállítását jelenti, melyről 1941-ben és 1945-ben levették a vallás, a szuverenitás és az ősiség szimbólumait: a koronát, a keresztet és a kétfejű sast.
A nép a régi címer visszaállításával kapcsolatban háromféle véleményen volt: a többség nem volt eléggé informált és ezáltal semleges volt, a volt kommunisták ellene voltak, a tradicionalisták pedig ezt a címert akarták.

## Lásd még
- Szerb heraldika